# Warframe
『Warframe』（ウォーフレーム）は、カナダの開発会社Digital Extremesが開発・運営している、PlayStation 4・PlayStation 5・Xbox One・Xbox Series X/S・Nintendo Switch・Windows・iOS用の基本プレイ無料のオンラインサードパーソン・シューティングゲーム。
Xbox One版ではスマートフォン用アプリ「Warframe Nexus」のスクリーン機能と連携させる機能が搭載される。
F2P方式を採用しており、基本料金は無料（一部アイテムが有料）。キャッチコピーは「ニンジャなら無料（Ninjas Play Free）」。公式サイト、SteamもしくはSony Entertainment Network、Xbox Liveからゲームクライアントをダウンロードすることができる。
プラットフォームによってゲームのバージョンが異なり、基本的にPC版が最新であり、家庭用ハードはそれに追随する形となっていたが、後述のクロスプレイとクロスセーブによってバージョンがほぼ統一されている。

## 概要
遠い未来、様々な勢力と科学技術に支配された太陽系を舞台に、プレイヤーは戦闘種族「テンノ（TENNO）」となり、様々な能力を持つパワードスーツ「ウォーフレーム（Warframe）」を駆使して太陽系支配を目論むクローン種族「グリニア（GRENEER）」・超巨大企業「コーパス（CORPUS）」・テクノサイトウィルスに犯された者の成れの果て「感染体（INFESTED）」などを相手に様々なミッションを遂行していく。
本作はサイエンス・フィクションと忍者をモチーフとしており、射撃武器に加え、刀などの近接武器を使っての派手な殺陣や壁走り、特殊なパワー（アビリティ）を使ったアクションを行うことができる。
2013年2月から今日までオープンベータテストが行われている。(正式サービス開始日は未定)　その為頻繁にアップデートが行われており、ゲームの仕様が大きく変わることもある。
2015年12月のアップデートで、復活システムが課金要素のないものに差し替えられた。
PC版のヒットを受け、ソニー・コンピュータエンタテインメント（SCE）は本作をPlaystation 4のローンチタイトルとして発売することを計画し、2013年3月ごろに本作のアソシエイトプロデューサーであるパトリック・クディルカに接触した。
家庭用ゲーム機向けのF2P作品の市場が未熟であると感じていたクディルカは、SCEに本作を自社作品として発表できるかといった複数の質問をしたところ、すべてに肯定的な答えが返ってきたため、Playstation 4への移植を決めた。SCEのオファーから1年ほど後、本作はPlaystation 4のローンチタイトルとして配信された。
2018年7月7日にカナダ・オンタリオ州のロンドンコンベンションセンターで開催されたイベントにて、Nintendo Switch版が開発中であることを発表し、2018年11月20日に配信された。
2021年7月17日で開催されたオンラインイベント「Tennocon 2021」にて、現在配信中の全てのハード間でのクロスプレイ、クロスセーブの実装を発表し、2023年に実装された。
2024年2月16日にiOS版が配信された。

## システム
本作はミッションクリア型のTPSであり、各ミッション毎にマップブロックをランダム配置して生成される。
最大4人での協力プレイが可能であり、一部ではPvP（プレイヤー同士の対戦）も実装されている。ランダムマッチメイクの他、フレンドやクランメンバーを招待したりソロでのプレイが可能。
中には突発的に発生し、高い報酬を得られるアラートミッションや、いずれかの勢力について戦う侵攻ミッション、特定のアイテムを使用することでプレイできるオロキンボイド(Orokin VOID)や遺跡船(Orokin Derelict)などの特殊なミッションも存在する。
プレイヤーが操作するウォーフレームには様々な種類があり、それぞれが「アビリティ」と呼ばれる特殊能力を4つ持つ。それに加えウォールラン（壁走り）やスライディングなどのテクニックによるスピーディーで爽快なアクションを行える。
武器はアサルトライフル、弓などのプライマリ、ハンドガンやサブマシンガンなどのセカンダリ、刀やナックルなどの近接武器の3種類を装備可能。この他に「センチネル」という自律兵器や、「クブロウ」という犬のようなペットを従えることができる。
これらはレベルの上昇（最大30）によって成長し、「MOD」と呼ばれるアイテムを組み合わせて装備することで性能をカスタマイズできる。フレームでは、シールド・ヘルス・エナジーの強化などの他にアビリティの性能を変化させる増強MODなどがあり、威力や範囲などを強化できる。武器では、攻撃力・攻撃速度の増加、属性ダメージの追加などがあり、スタンスMODを使用することで攻撃方法を変化させられる。
ウォーフレームやアークウイング、各種武器のレベルを上げる、ジャンクションを開放するなどして一定の経験値を上げるとマスタリーランクを上げるための昇格試験を受ける事が可能になり、合格すればマスタリーランクが一段階上昇し、武器の購入などの各種制限が緩和されていく。

### ウォーフレーム
WARFRAME（ウォーフレーム）は既に失われた古代オロキン文明の技術によって作り上げられた強化外骨格。このウォーフレームを使うことができるテンノは現在では数こそ少ないものの、剣と銃、そして数多の特殊能力「アビリティ」によって驚異的な戦闘能力を発揮する。
一部のウォーフレームにはPRIME（プライム）と呼ばれる古代オロキン文明製のオリジナル（一部を除く）が存在し、全身が白または黒で統一、黄金の特別な装飾が施され、一部性能の強化と、アビリティの演出に特殊効果が追加されたものも存在する。
☆が付いているWARFRAMEは、PRIMEが存在するものである。
☆ASH (アッシュ)
男性型。忍者をモチーフにしたフレーム。優れた隠密能力を持ち、姿を隠しての近接戦を得意とする。その反面、他のフレームの補助は不得手。
☆ATLAS (アトラス)
男性型。石をモチーフにしたフレーム。優れた装甲と近接戦闘能力を重視している。また岩の壁やゴーレムを作り出すことができ、石化光線による補助も可能。
☆BANSHEE (バンシー)
女性型。音をモチーフにしたフレーム。超音波による攻撃と聴覚による目標探知の能力を備えており、隠密行動に適している。アタッカー、サポートどちらの役割もこなせる。
☆BARUUK （バルーク）
男性型。平和主義者をモチーフにしたフレーム。敵を眠らせたり、武器を強制解除させる事ができる他、今までの攻撃を受け流して溜めた怒りを一気に開放する事が可能。
CALIBAN (カリバン)
男性型。Erraによって制作されたセンティエント製フレーム。相手を浮遊させてダメージ耐性を減らしたり、センティエントを呼び出すことが可能。
☆CHROMA (クローマ)
男性型。龍をモチーフにしたフレーム。アビリティで攻撃の属性を変化させるブレスを吐くことができる。また、自身の一部を分離させて歩哨に変えることが可能。
CITRINE (シトリン)
女性型。水晶をモチーフにしたフレーム。自身や分隊にダメージ耐性を与えたり、相手の弱点を結晶化させることが可能。
CYTE-09 (サイトゼロナイン)
男性型。スナイパーをモチーフにしたフレーム。自信を透明化させたり、銃の火力上昇や属性を変更、そしてエネルギー消費で専用銃を召喚することができる。
DAGATH (ダガス)
女性型。デュラハンをモチーフにしたフレーム。自身の攻撃力を上げたり、相手の防御力を下げることが可能。
DANTE (ダンテ)
男性型。知識と物語をモチーフにしたフレーム。アビリティを組み合わせることによってさまざまな技を繰り出すことが可能。
☆EMBER (エンバー)
女性型。火炎をモチーフにしたフレーム。大気を超加熱する力を持ち、驚異的な範囲制圧力を発揮する。全パワーが炎属性で構成されており、広範囲攻撃に特化している。
☆EQUINOX (イクイノックス)
女性型。陰と陽をモチーフにしたフレーム。陽の力を持つDAYと陰の力を持つNIGHTの2つの姿を持つ中性的なフレーム。アビリティの切り替えで防御寄りの陰形態と攻撃的な陽形態を切り替えられる。
☆EXCALIBUR (エクスカリバー)
男性型。剣をモチーフにしたフレーム。ゲーム開始時に選べるフレームの1つで、本作のアイコンとして位置づけられている。攻防のバランスが良く、初心者でも扱いやすく、あらゆる状況や敵に対応できるフレームである。
EXCALIBUR UMBRA (エクスカリバー アンブラ)
2018年6月のアップデートで追加されたクエストで入手できるウォーフレーム。一部の性能がEXCALIBURと異なっている。
☆FROST (フロスト)
男性型。冷気をモチーフにしたフレーム。大気中に存在する湿気や蒸気に干渉し、強烈な冷気を用いた圧倒的な防御能力を誇る。移動速度はRHINOと並んで最も遅い。
☆GARA　(ガラ)
女性型。ガラスをモチーフにしたフレーム。ガラス片を飛ばしたり、敵の周囲に鏡を展開して、映った敵の鏡を破壊するとその敵に対してダメージを与えられる。
☆GARUDA　(ガルーダ)
女性型。血をモチーフにしたフレーム。自身のヘルスを犠牲にして攻撃力を高めたり、ヘルスを吸収する能力を持つ。
☆GAUSS (ガウス)
男性型。ランナーをモチーフにしたフレーム。高速で走り続ける事で溜めたエネルギーを消費し、自身のあらゆる行動を高速化する能力を持ったフレーム。
☆GRENDEL (グレンデル)
男性型。貪食をモチーフにしたフレーム。腹部の口で敵を吸い込んで飲み込んだり、吐き出したりする他、自身を丸めて行動する能力を持つ。
GYRE (ジャイア)
女性型。電磁コイルやトランスミッターを扱うフレーム。
☆HARROW (ハロウ)
男性型。聖教者をモチーフにしたフレーム。鎖とVoidエネルギーを使ったパワーを使用する。
☆HILDRYN (ヒルドリン)
女性型。シールドをモチーフにしたフレーム。アビリティの使用する時はシールドを消費するように設定されているフレームで、その理由からアビリティエネルギーは持たず、シールド量は全フレーム中最高値。
☆HYDROID (ハイドロイド)
男性型。海賊をモチーフにしたフレーム。敵を水溜りへ引きずりこんだり触手を召還したりする。
☆INAROS（イナロス）
男性型。ミイラをモチーフにしたフレーム。敵の体力を吸い取ったり砂嵐を召喚したりすることができる。
☆IVARA（アイヴァラ）
女性型。射手をモチーフにしたフレーム。弓矢を主な武器とする他、姿を透明化することもできる。
JADE (ジェイド)
女性型。天使や讃美歌をモチーフにしたフレーム。
☆KHORA (コーラ)
女性型。キャバット（猫）をモチーフにしたフレーム。金属の鞭やワイヤーを自在に展開し、専用のキャバット「VENARI」を召喚できる。VENARIはコンパニオンとしては含まず、KHORAのスキル扱い。
KOUMEI (コウメイ)
女性型。運をモチーフにしたフレーム。漢字での表記は「幸命」とされており、日本の巫女と糸繰り人形からインスパイアを受けたデザインとなっている。アビリティを使用する度に5つのサイコロを振り、6の目が多く出るほど有利になる。
KULLERVO (クレルヴォ)
男性型。罪と裏切りをモチーフとしたフレーム。自身に刺さったナイフを自在に操る。主に近接武器の攻撃力を上昇させることに優れており、ビルドによっては高い攻撃力と防御力を兼ね備え、高ランク帯の敵も容易に倒すことが可能となる。
☆LAVOS (ラヴォス)
男性型。錬金術をモチーフとしたフレーム。火炎、電撃、冷気、毒の各属性を単体で発動するガジェットを召喚したり、その属性を他のガジェットへ移して複合属性へ変化させる（火炎＋冷気→爆発など）事が可能。アビリティは使用したら一定時間使用不可になるクールダウン方式をとっており、アビリティエネルギーは持たない。
☆LIMBO (リンボ)
男性型。マジシャンをモチーフにしたフレーム。帽子を取ってパワーを発動し、敵を異次元に変位させたり時空の裂け目を操作できる。
☆LOKI (ロキ)
男性型。トリックスターをモチーフにしたフレーム。敵を翻弄する能力に特化しており、上級者向けフレームとして位置づけられている。直接的にダメージを与えるパワーを一切持たないが、透明化やテレポートなどの能力を発揮することで強力なサポートができる。
☆MAG (マグ)
女性型。磁気をモチーフにしたフレーム。ゲーム開始時に選べるフレームの1つで、範囲攻撃、攻撃と回復、妨害と支援など複合的なパワーを多く備えた攻防一体のフレームである。
☆MESA (メサ)
女性型。砲手をモチーフにしたフレーム。銃使いであり狙撃の名手。クラウドコントロールとガンプレイによる戦場の統治に長けている。
☆MIRAGE (ミラージュ)
女性型。ハーレクインをモチーフにしたフレーム。分身との同時攻撃を行ったり、オブジェクトをトラップに変えることができる。
☆NEKROS (ネクロス)
男性型。ネクロマンシーをモチーフにしたフレーム。敵に恐怖を与えて逃走させたり、自分が倒した敵を複数召喚し味方として戦わせる能力を持つ。
☆NEZHA（ネジャ）
男性型。中国神話の少年神ナタをモチーフにしたフレーム。小柄な体格で炎の輪を操る。自身にチャクラムをまとい、被ダメージを軽減させることができる。
☆NIDUS (ナイダス)
男性型。感染体をモチーフにしたフレーム。寄生虫の幼虫を出現したりできる。特殊なコンパニオン「HELMINTHチャージャー」を育成するのに必要なものが手に入る。セグメントを取り付ける前は、オービターの感染体に汚染された部屋を唯一開くことが可能。
☆NOVA (ノヴァ)
女性型。反物質をモチーフにしたフレーム。電磁能力を用い、反物質の粒子を自在に精製できる。移動速度は速くエナジー量も多いが、防御面のパワーは限定的になっている。
☆NYX (ニュクス)
女性型。洗脳をモチーフにしたフレーム。洗脳と精神攻撃を得意とし、相手の意志を掌握し、術下におくことで多数の敵を翻弄することができる。
☆OBERON (オベロン)
男性型。自然をモチーフにしたフレーム。仲間の治療と敵の撃破の両方を得意とするバランス型のフレーム。
☆OCTAVIA (オクタヴィア)
女性型。音楽をモチーフにしたフレーム。敵を引き寄せるボールを使い、音楽による分隊全員の強化を得意とする。
ORAXIA (オラキシア)
女性型。蜘蛛をモチーフにしたフレーム。
☆PROTEA (プロテア)
女性型。小道具をモチーフにしたフレーム。自身の体に装着しているサポートユニットを切り離して分隊のサポートを行う他、自身の行動を一定時間巻き戻してそれまでのダメージや弾薬消費をなかった事にする事ができる。
QORVEX　(コルベックス)
男性型。放射能と放射能汚染からの防護をモチーフとしたフレーム。劇中の人物であるAlbrecht Entratiによって設計された。クラウドコントロールに特化しており、放射能のビームの発射が可能。
☆REVENANT (レヴェナント)
男性型。エイドロンをモチーフにしたフレーム。センティエントが開発した兵器「エイドロン」が誕生に深く関わっているフレーム。非常に高いシールド量を持つ。
☆RHINO (ライノ)
男性型。犀をモチーフにしたフレーム。攻撃力と防御力を併せ持った最重量級のフレーム。全身の皮膚を強化させて攻撃を防いだり、地面を踏みつけて周囲の敵を無力化させられる。
☆SARYN (サリン)
女性型。蛇をモチーフにしたフレーム。猛毒の霧で周囲を汚染したり、近接武器に毒を塗布するなど攻撃系のパワーは全て毒に関連している。神経ガスのサリンのスペルはSARINであるが、ある事件を連想させるためスペルが改められている。
☆SEVAGOTH (セヴァゴス)
男性型。幽霊をモチーフにしたフレーム。本体のアビリティで溜めたエネルギーを用いて影を召喚したり、死亡時に分離した影を直接操作して一定以上のエネルギーを集めると本体を復活させる事ができる。
STYANAX (ステュアナクス)
男性型。太古の地球に存在した兵士をモチーフにしたフレーム。シールドやエネルギーを回復することができる。
TEMPLE(テンプル)
性別が設定されていないノンバイナリー型フレーム。ハードロッカーをモチーフにしたフレーム。
☆TITANIA (ティタニア)
女性型。妖精をモチーフにしたフレーム。飛行能力を持つ妖精のようなフレーム。クラウドコントロールや敵部隊の弱体化を得意とする。
☆TRINITY (トリニティ)
女性型。ヒーラーをモチーフにしたフレーム。敵を行動不能にしてダメージを与え味方にライフを与えるなど様々な回復能力を持つ。
☆VALKYR (ヴァルキア)
女性型。猫をモチーフにしたフレーム。ZANUKAプロジェクトの一環として生み出された被験体。シールドは少ないが非常に高いアーマー値を持っており、エネルギー状のがかぎ爪による格闘戦を行う。
☆VAUBAN (ヴォーバン)
男性型。エンジニアをモチーフにしたフレーム。敵を痺れさせたり閉じ込めたりするトラップを駆使する戦闘工兵のようなクラウドコントロール特化のフレーム。
☆VOLT (ヴォルト)
男性型。電気をモチーフにしたフレーム。ゲーム開始時に選べるフレームの1つで、電気を作り出し、自在に操る事が出来る。超高速の電流を飛ばすほか、電磁シールドを張ったり高速移動が行える。
VORUNA (ヴォルナ)
女性型。人狼をモチーフにしたフレーム。各アビリティ長押しをすることで４つの異なるパッシブを得られる。
☆WISP (ウィスプ)
女性型。太陽をモチーフにしたフレーム。味方にバフを与えるリザーバーを召喚したり、テレポート可能な移動するデコイを展開するほか、範囲内の敵をスタンすることや直線上の敵に攻撃するビームを撃てる。
☆WUKONG (ウーコン)
男性型。中国神話の孫悟空をモチーフにしたフレーム。自在に伸びる金棒を主な武器として使用する。また、このほかにも殺された時に体力を回復させて死亡判定を取り消したり、雲に姿を変えて逃げ回るなど、トリッキーな技構成を持つ。
☆XAKU（ザク）
性別の概念を持たない混成型フレーム。「壊れたWarframe」をモチーフにしたフレーム。失われた複数のウォーフレームのパーツを繋ぎ合わせて造られている。武器にVoid属性を付与したり、外装をパージして高速移動を行う。
☆YARELI (ヤレリ)
女性型。水を巧みに操り、K-ドライブの発想元となった生物「Merulina」を召喚できる。
☆ZEPHYR (ゼファー)
女性型。鳥類をモチーフにしたフレーム。風を操り、空中での攻撃と機動性に特化している。

### アークウイング
一部のミッションで使用する事になる空間機動用スラスター。☆が付いている物は、PRIMEが存在するものである
☆ODONATA（オドナタ）
クエストで開発する事になる最初のアークウイング。
ELYTRON（エリュトロン）
攻撃系に重視したアークウイング。
ITZAL（イザル）
機動性とかく乱を重視したアークウイング。
AMESHA (アメシャ)
仲間へのサポートを重視したアークウイング。

### ネクロメカ
ダイモスで破棄されて暴走したものを破壊し、自身の戦力として運用した古代オロキン文明のメカ。
VOIDRIG (ヴォイドリグ)
汎用性を重視したネクロメカ。固定砲台となって強力な攻撃を行う事ができる。
BONEWIDOW (ボーンウィドウ)
近接戦を重視したネクロメカ。楯と剣を持って近接戦を行う。

### サポート系機体
ランディングクラフト
オービターに搭載されているウォーフレームを作戦ポイントまで運ぶ降下艇で、爆撃などのサポート申請を送ることが可能。
K-ドライブホバーボード
オープンワールドマップでのみ運用可能なホバーボード。
レールジャック
各惑星の衛星軌道上での大規模戦闘に用いられる宇宙戦艦。
ケイス
謎の異空間「デュヴィリ」に生息する馬のような生物。
アトミサイクル
オロキン文明が誕生する以前の西暦1999年の地球で運用されているバイク。

### 武器
プライマリ
メインとなる武器。主に大型のライフル、ショットガン、弓矢などがある。
基本的に両手を使う装備の為、アイテム等を運搬している時は使用できない。
セカンダリ
片手でも使用できる武器。ハンドガンやボウガン等の小型武器が多い。手裏剣、クナイのように忍者らしい武器もある他、二丁拳銃もこちらに分類される。
近接
何時でも使用できる格闘武器。一般的なロングソードのほか、日本刀、薙刀、ヌンチャク、トンファー等、数多くの武器種類が存在する。スタンスと呼ばれるMODを組み込む事で多様なコンボを繰り出せる。
アビリティ専用武器
EXCALIBURなど一部のウォーフレームは、特定のアビリティを使用すると専用武器に持ち替える。
アークウイング専用射撃
アークウイング専用の射撃。当初はアークウイング系ミッションでしか使用できなかったが、ラクノイド・オーブス討伐のために用意されたグラビマグを組み込む事で通常ミッションでも使用可能になった。
アークウイング専用近接
アークウイング専用の近接武器。
アンプ
後半のクエストをクリアすると開放される武器で、オペレーターがウォーフレームから離れて単独行動している時に使える唯一の武器。
Parazon
機械へのハッキングやMercyと呼ばれる暗殺攻撃を行う際に使用するウォーフレームの右手首に内蔵された短剣型ブレード。Requiemと呼ばれるMODを規則正しく組み合わせる事でクバ・リッチやPARVOSシスターの不死性を消し去る事ができる。

### コンパニオン
コンパニオンとは、プレイヤーを補佐してくれるサポートキャラクター。センチネル、クブロウ、キャバット、ペットモア、プレデサイト、バルパファイラ、ハウンドの7種が存在し、それぞれにも複数の種類が存在する。
センチネル
常にウォーフレームの近くに浮いているサポートユニット。ダウンした後一定時間立つと復活する。センチネル専用武器を装備可能。
クブロウ
地上を走り回る大型犬のようなサポートユニット。クエストをクリアする事で入手可能になる。作成や維持に専用アイテムが必要だが、センチネル以上の耐久力を持ち、ステージプレイ中は一定時間経過すると復活、また、蘇生も可能。
HELMINTHチャージャー
NIDUSがオービターの感染体に汚染された部屋から手に入れた「シスト」を使い、クブロウを育てる事で誕生する感染体に汚染されたクブロウ。
キャバット
地上を走り回る大型の猫のようなサポートユニット。クブロウ同様、作成や維持に専用アイテムが必要だが、専用のバフパワーを持ち、ステージプレイ中に蘇生も可能。（一定時間経過で復活）
ペットモア
コーパスが運用している二足歩行型移動砲台をソラリス連合が盗み運用したもの。各パーツを組み上げて完成させる。センチネル専用武器を使用可能で、ステージプレイ中に蘇生も可能。（一定時間経過で復活します。）
プレデサイト
地上を走り回る大型の獣のようなサポートユニット。ダイモスで傷ついた個体を保護し、各専用アイテムで蘇生させる事で加わる。ステージプレイ中に蘇生も可能。（一定時間経過...以下略）
バルパファイラ
地上を走り回る大型の獣のようなサポートユニット。ダイモスで傷ついた個体を保護し、各専用アイテムで蘇生させる事で加わる。ステージプレイ中にダウンすると幼生態に変化して一定時間後に成体として復活するため、蘇生はできない。
ハウンド
地上を走り回る四足型機械兵器。PARVOSシスターが使役したものを撃破し、そこから得た残骸パーツ修復してを組み上げて完成させる。ハウンド専用武器を使用可能で、ステージプレイ中に蘇生も可能。（以下略）

### スキン、ヘルム
テンノのフレームにつけることができる外装のアイテム。そのフレームに合わせたデザインやユニークなデザインでファッションのように楽しむことができる。このような外装のパーツの中でヘルムだけはアラートの報酬として手に入れやすい。
ヘルムは今装備しているフレームの頭の模様を変えたりできるもので、スキンのように全体は変わらない。
イモータルスキンは限られたフレームにしかない特別なスキンで、普通のスキンより派手なデザインとなっている。イモータルは英語で不滅という意味で、人気のあるフレームや発売当初から存在したフレーム等に多い。
デラックススキンは自分のフレームのデザインを完全に変えるもので、あるものとないものがある。またデラックススキンの中にはヘルムも一緒に追加されるが、ヘルム独自で装備したいときは別として買わねばならない。

### アイテム
通貨
ゲーム内通貨として、ステージ内で入手、またはアイテムの売却で入手可能な「クレジット（Cr）」と、課金通貨の「プラチナ（Pt）」の2種類が存在する。
基本的にクレジットはステージクリア時やステージ内ドロップアイテムとして入手可能であり、武器の製造、設計図等のアイテム購入、トレード時の手数料等で消費される。
一方、プラチナは、初期で配布される50プラチナ以外は課金したり、定期的に開催されるイベントの入賞者への景品として配布されるほか、プレイヤー同士による取引で入手することもできる。見た目の変更やインベントリの上限拡張等、プラチナでなければ入手できない要素も多々存在する。
素材
ステージ中に拾う事ができるアイテム。基本的に武器やギア（後述）、ウォーフレームの製造等に使用される。
素材はコモン、アンコモン、レアの3段階のレアリティが設定されており、また惑星によって入手できる素材が異なる。素材の中には特定のステージ、特定の敵しか落とさない素材も存在する。
ギア
ステージ内で使用できるアイテム。体力やエネルギーの回復、ハッキングの即時完了等、プレイの補佐をするものが多い。また、クエストに必要なものもある。
MOD、ENDO
フレームや武器を強化するアイテム。それぞれフレーム用、武器用等の種類毎にわかれており、フレームの耐久力や移動速度、武器の火力や属性の付与等、様々な効果がある。
ENDOを消費することでMOD自身を強化できるが、強化した分装備する為に必要なコストが増加する。

### クエスト
プレイ中に指定された条件を満たすと攻略可能となるもので、通常のミッションでは語られる事がない世界情勢や各キャラクターの心情など深く掘り下げられている。

## 星系マップ
舞台となるOrigin太陽系には、各惑星と衛星が存在する。各惑星と衛星は様々な勢力が支配しており、三大勢力のグリニア、コーパス、感染体が主な支配勢力である。太陽から遠くへ離れた惑星ほど敵のレベルが高くなり、難易度が上がる。
惑星を行き来するには、ジャンクションという特定の条件で選択可能な解放ミッションを実行する必要がある。

## 組織・勢力
テンノ (TENNO)
古代オロキン文明の戦士の集団。長きにわたってコールドスリープで眠っていた。
ウォーフレームによる圧倒的な戦闘力を持ってはいるが、グリニアやコーパスのように圧倒的な物量を持っているわけではない。
規律と騎士道精神を重んじる種族であり、宇宙のパワーバランスを取るべく戦う。
『宇宙の調停者』として知られる一方、協力を取り付けるにあたって金や物を提示することでグリニアやコーパスと協力関係を結ぶこともある。
グリニア帝国 (GRENEER)
双子の女帝『The Sisters』に率いられた軍事帝国。太陽系全域を支配している。
不完全ながらクローン技術を持っており、クローン兵士を量産することで得た膨大な兵力により太陽系における支配圏を拡大している。
その一方で、そのクローン技術の不完全さによって遺伝子が欠損した状態でクローン製造を繰り返しているため、身体の異常や知能が異常なまでに低下している個体が発生している事が多く、生き延びるために必要なサイボーグ化技術などをコーパスなどから購入している。また、すべてのクローン兵士が女帝に忠誠心を抱いているわけではなく、後述するスティール・メリディアンやClemのような脱走兵もいる。
オペレーター曰く元は大工だったとのこと。
クバ・リッチ（Kuva Liche）
The Sistersから特別なクバを与えられた一部のグリニア兵を戦場に送り、戦闘中のテンノを利用して誕生させた究極の兵士。通常の手段では殺せず、特殊な方法でしか滅ぼす事ができない。
コーパス（CORPUS）
クレジットと古代オロキン文明を崇拝する企業。創始者は『Parvos Granum』。
元々は商人ギルドのような組織形態であったが、現在では太陽系の交易路を支配している。
その高い技術力によって生み出されたロボット、エネルギー兵器は非常に強力で、高レベルのシールドを完備している。
一部のクエストやフォーチュナーで、人身売買や臓器売買など悪質な商売に手に染めている事が判明している。
コーパスアマルガム
コーパスに所属する危険人物Alad Vがセンティエントと密約し、コーパスクルーや兵器をセンティエントと融合させた存在。
PARVOSシスター（Parvos Sisters）
Parvos Granumがテンノを抹殺するために送り込んだエリート集団。クバ・リッチと同様に通常の手段では殺せず、特殊な方法でしか滅ぼす事ができない。
感染体（INFESTED）
負の遺産『テクノサイトウィルス』に感染し、異形の怪物となった人々。グリニア兵士やコーパスクルー等が主な感染者である。
空気感染する能力は無いにもかかわらず爆発的な増殖で惑星を覆い尽くしており、中には完全にこの感染体に乗っ取られてしまった惑星も存在する。
あまり高度な知性は持っていないが、例外的に一部の特殊な感染体のみが会話ができる知性を持っており、テンノに仲間になるように語りかけてくることもある。
オロキン（OROKIN）
過去に繁栄していた高い技術力を持った文明。かつてテンノと協力しセンティエントを駆逐したが、その後の戦勝パレード中に突如発生したテンノの謎の反乱によって現在では滅亡したが、その高い技術により製造された様々なアーティファクトが各地で発見されている。
グリニア・コーパス・感染体にマインドコントロール装置を埋め込んだものがヴォイド（VOID）と呼ばれるオロキンの遺跡で多数見られる。
クエストにて他者を見下し、自分達が選ばれた存在だと思い込んでいる傲慢な一族である事が判明している。
センティエント（SENTIENT）
Tau星系から飛来した外宇宙勢力で、かつてオロキンを滅亡寸前まで追い込むも、テンノによって駆逐された勢力。非常に高い戦闘能力を持つ。
ナルメル（NARMER）
センティエントのErraと結託し、一度はOrigin太陽系全土を支配したオロキンのBallasがグリニアとコーパスをベールという洗脳装置を使って洗脳して集めた勢力。Ballasがテンノによって討たれた後も、Erraの遺体を改造したアルコン・Pazuulが残党を纏め、エイドロンの草原、オーブ峡谷などで暴れまわっている。
ササヤキ（THE MURMUR）
Albrecht Entratiと人間だった頃のLoidが過去に行った実験によって引き寄せられた「無関心」と呼ばれる存在が率いる勢力であり、現在はダイモスのネクロリスクの奥にあるサンクタム・アナトミカの最深部に封印されている。
スカルドラ（SCALDRA）
オロキン文明が誕生する以前の西暦1999年の地球で、Neci Rusalka少佐が率いる軍事弾圧をしている組織。
テックロット（TECHROT）
オロキン文明が誕生する以前の西暦1999年の地球で暴れている感染体の総称。
テクノサイト・コーダ
オロキン文明が誕生する以前の西暦1999年の地球で、テックロットが音楽グループ『On-lyne』の記憶や人格をコピーして、クローン増殖した異形の怪物集団。存在自体がマルウェアであるため、駆除するには正解となるアンチウイルスMODでしか滅ぼす事ができない。
ロータス（Lotus）
蓮を名を掲げたテンノに協力するオペレーターの女性。
蓮はテンノのシンボルであり、テンノたちに協力してくれる数少ない人物である。
その正体については謎に包まれており、不明な点が多く、後半のクエストを進行する事により正体がセンティエントの人間であるNatahである事が判明し、ある日を境に再びセンティエントとしてテンノに敵対する。
ストーカー（Stalker）
ある理由からテンノの存在を憎み、全てのテンノを滅ぼすために戦い続ける復讐鬼の男性。
どこの組織にも所属していないが、あるクエストを境にセンティエントの長であるHunhowと同盟を結び、センティエントの力を手に入れる。
彼には部下、または同士ともいえる存在のアコライトと呼ばれる集団がいる。
謎の異空間「デュヴィリ」では、育成次第ではプレイヤーが使用可能なフレームとして選ばれる。

### 6大シンジケート
これら6大シンジケートはマスタリーランクが3以上になると契約可能になり、契約したシンジケートのシジルを身に着け、彼等が提示するミッションを成功すると信頼関係が上昇する。
ただしこれらのシンジケートは敵対、対立、同盟関係があり、どれかのシンジケートの信頼関係を上げると同盟関係のシンジケートの信頼関係は相乗効果で上昇するが、敵対、対立関係のシンジケートからの信頼関係が低下する。
信頼関係が対立まで下がったシンジケートからは刺客がミッション中に乱入する事がある。
アービターズ・オブ・ヘクシス
テンノが神話上の勇者であることを否定する組織で、テンノの秘密を探ろうとしている。ペリン・シークエンスとは対立、レッド・ベールとは敵対している。
セファロン・スーダ
無感情だが好奇心旺盛な人工知能。争いを嫌う性格をしており、暴力をいとわないレッド・ベールとは対立しているほか、ニュー・ロカとは敵対している。アービターズ・オブ・ヘクシスとは同盟関係にある。
なお、セファロンは人工知能を指し示す言葉であり、スーダ以外のセファロンも存在し、後述のシマリス、オービターに搭載されているオーディス、レールジャックに搭載されているサイもセファロンである。
ニュー・ロカ
崩壊する前の人類を崇拝し、純粋な人類と地球の復興を目指す組織。スティール・メリディアンとは対立、ペリン・シークエンスとは同盟関係にある。
レッド・ベール
テンノと交易関係にあった組織。浄化の炎を自称しており、秩序を守るためならば暴力をいとわない。スティール・メリディアンとは同盟関係にある。
スティール・メリディアン
グリニア帝国からの脱走兵によって結成された組織。戦争の最大の被害者である一般市民の救済を目的としている。ニュー・ロカと対立しているほか、ペリン・シークエンスとは敵対関係にある。
ペリン・シークエンス
元コーパス所属者によって結成された組織。コーパスの理念である戦争による利益を否定し、外交と取引によって世界の秩序を取り戻す事を目的としている。

### その他のシンジケート
これらのシンジケートは中立を保っているため、アービターズ・オブ・ヘクシスら6大シンジゲートとの利害関係はなく、信頼関係を上げても6大シンジケートとの信頼関係が下がる事はない。
サンクチュアリ
セファロン・シマリスというセファロンが管理するシンジケートで、生物を情報化し保存することで不死の記憶を作り上げることを目的としている。
コンクレーブ
オロキン時代から生きているオロキンの兵士Daxの一人、Teshinという人物が率いるシンジゲート。テンノ同士が切磋琢磨し合う事が身上となっており、その理由からこのシンジケートのみオンラインマルチ対戦専用のシンジケートである。
オストロン
地球にある村、シータスの長老Konzuが設立したシンジケート。エイドロンの草原で我が物顔しているグリニアに対する救援依頼を出している他、草原で回収した鉱石や魚の取引も行う。
作戦補給班
期間限定で発生するエイドロンの草原で大量発生した感染体の駆除を行うテンノの支援をするためにオストロンが臨時設立したシンジケート。臨時代表はお面等を売っているNakak。
クイル
シータスに本拠地を隠しているシンジケート。センティエントが開発したエイドロンに関する研究と撃墜した際に飛び散るエイドロンの欠片の回収を主にしている。
ソラリス連合
かつてコーパスの非合法な税徴収に反抗していた組織で、代表者はEudico。今はメンバー全てが捕まり、金星の地下にある捕虜強制労働都市「フォーチュナー」で働かされていたが、テンノがフォーチュナーに来訪した事によりコーパスとフォーチュナーの支配者であるNef Anyoへの反抗心が再び燃え上がり、再結成へ動き出す。オーブ峡谷でのコーパスに対する迎撃の他、フォーチュナーの住民にコーパスが課せた借金の返済代行、野生動物の保護、回収した鉱石や機械魚の取引も行う。
ヴォクス・ソラリス
ソラリス連合の暗部であり、クイルとの繋がりがあるシンジケート。コーパスが開発したラクノイドの中でも大型のオーブスの討伐の依頼を行っている。
ベントキッド
フォーチュナーのストリートチルドレンの一人Rokyが設立したシンジケート。K-ドライブホバーボードの操作テクニックを競い合う事を目的としている。
エントラティ
古代オロキンの生き残りの一家で、代表者はMother。現在は感染体そのものと化したダイモスの一部と化している。カンビオン荒地にて感染体の起源を探るための依頼を出している。
ネクロロイド
オロキンに対センティエント兵器として開発され、現在は感染体によって思考ブロック以外を失い、エントラティに仕えるセファロンOtakと一体化した元ネクロメカのLoid個人のシンジケート。ネクロメカの修理と運用を行っている。
ホールドファスト
かつてのワープ事故でVoidに飲み込まれたコロニー船Zarimanのクルーが、Voidによって蘇生して結成したシンジケート。代表者はQuinn。
KAHL守備隊
ナルメルの支配から解放された元グリニア兵のKahl-175が、ナルメル打倒のために結成したシンジケート。
カビア
ダイモスのネクロリスクの奥にあるサンクタム・アナトミカで人間だった頃の姿に戻ったLoidが代表で、Albrecht Entratiの実験で人間的知性を有した生物で構成されたシンジケート。
ヘックス
オロキン文明が誕生する以前の西暦1999年の地球で、スカルドラへの反抗やテックロットという感染体に対抗しているチーム。リーダーはArthur Nightingale。

## 開発
本作は『ダークセクター』の初期構想を基にしていると同時に、日本のアニメや漫画などの影響も受けている。
本作のクリエィティブディレクターのスティーブ・シンクレアはgamescom 2013にて、「本作は自社から発売するので、自分たちの好きな『メタルギア』シリーズや、『AKIRA』、『カウボーイビバップ』のような作品を作りたいと思ったことが出発点となった」と述べている。
本作は協力プレイを重視した開発方針がとられており、その一例としてウォーフレームの一体であるNovaのWorm Holeという能力があげられる。
コミュニティの意見を基に導入されたこの能力は、自分や仲間をテレポートさせるものであり、通常では到達できない場所に移動したり、敵に気付かれずに近づいたり敵から逃げたりするといった戦術に発展させることが可能である。
本作の難易度は、初心者とヘビーゲーマーのどちらでも楽しめるように調整されていると同時に、課金の有無にかかわらず楽しめるようにも設計されている。
配信当初は、1ドルを支払えばより上位に行けるシステムが導入されていたが、コミュニティから不公平であるという声が相次いだため廃止され、代わりに敵を倒して得られたアイテムなどから新しいウォーフレームを作る「クラフトシステム」が導入された。その結果、無課金のユーザーだけでなく、「週末しか遊べないので課金しても構わない」というユーザーに対する救済策となった。
また、配信当初はウォーフレームなどの強化はスキルツリー形式で行われていたが、その後、MODをカスタマイズする方式に変更された。MODのカスタマイズはトレーディングカードゲームのデッキ構成にヒントを得たものであり、数多くの組み合わせが用意された。

## イベント
本作を開発・販売した Digital Extremesは、2016年と2017年に公式イベント・テンノコンをカナダオンタリオ州ロンドンにあるロンドン・コンベンションセンターにて開催した。
コミュニティと開発者の交流を目的とするこのイベントではパネルディスカッションや大型アップデートの予告などが行われており、売り上げはすべて慈善団体へと寄付される。

## メディア展開

### 漫画
2017年7月8日に開催された第2回テンノコンでは、トップ・カウのマット・ホーキンス作/ライアン・キャディ編集による漫画の創刊号がイベント参加者に無償で配布された。
この漫画は、ウォーフレーム・Excaliburを身にまとった一人のテンノが、とある村の最後の生き残りである盲目の少女とともに、Captain Vor率いるグリニア軍からオロキンの遺産を守るべく戦う内容となっており、2017年10月に単行本の発売が予定されている。

### ゲーム
2020年2月から3月にかけて『大乱闘スマッシュブラザーズ SPECIAL』に行われた新たなスピリッツ追加イベントにて、Lotus、Natahがスピリッツとして追加された。

## 反響・評価
本作は『ダークセクター』以上の注目を集め、本作のアソシエイトプロデューサーであるパトリック・クディルカは、2014年4月3日のファミ通のムライサトシとのインタビューの中で、全世界における本作のユーザー数はPC版で600万人、PlayStation 4版で200万人だとしている。
一方、本作のオープンβ版の評価は賛否両論で、Metacriticでは100点満点中66点（6レビュー中の平均）の評価がつけられた。
PS4版も同様の評価を受け、Metacriticでの平均点は100点満点中64点だった。
GameZoneのマイク・スプレッチャ（Mike Splechta）は PS4版を10点満点中8.5点の点数をつけ、「モンスターハンターのように、Warframeもアイテムを得たり強化するために周回プレイをして楽しめるが、こちらはよりスピーディーで満足のいく戦闘が楽しめるだろう。」と評している。
ライターのYamaChanは、2013年に4Gamer.netに寄せた本作のレビューの中で、「本作はファーストパーソン・シューティングゲームに通ずるアクション性と、適度な難度をもつ操作性によって、ハック・アンド・スラッシュの本質的な楽しみを保ちつつも、それとは異なるゲーム性を確立した。また、MODによるカスタマイズも楽しく、『気に入った見た目の武器を持っていても、それよりも性能の良い武器があったら捨てざるを得ない』というハクスラ系ゲームにありがちなストレスから解放されたと感じた」とシステムについて評価しており、SFともファンタジーともつかぬ独特の世界観についても好意的な評価を寄せた。その一方でYamaChanは、装備の強化に限度がある点について指摘した。